# Rudolf Schlechter
Friedrich Richard Rudolf Schlechter, född 16 oktober 1872 i Berlin, död där 16 november 1925 var en tysk botanist, specialist på orkidéer.
Schlechter företog från 1891 botaniska expeditioner till Afrika, Indonesien, Nya Guinea, Syd- och Centralamerika samt Australien. Före första världskrigets utbrott bosatte han sig i Berlin, där han fick anställning vid botaniska trädgården i Dahlem. Hans omfattande herbarium gick förlorat under flygbombningarna av Berlin 1945.
Auktorsnamnet Schltr. kan användas för Rudolf Schlechter i samband med ett vetenskapligt namn inom botaniken; se Wikipediaartiklar som länkar till auktorsnamnet.